# Прва влада Љубомира Давидовића
Прва влада Љубомира Давидовића је била влада Краљевства Срба, Хрвата и Словенаца која је владала од 16. августа 1919. до 18. октобара 1919. године.

## Чланови владе
| Функција                                                           | Слика     | Име и презиме        | Детаљи | Странка |
| ------------------------------------------------------------------ | --------- | -------------------- | ------ | ------- |
| Председник Министарског савета                                     |           | Љубомир М. Давидовић |        | ДС      |
| Министар иностраних дела                                           |           | Анте Трумбић         |        |         |
| Министар војске и морнарице                                        |           | Стеван Хаџић         |        |         |
| Министар унутрашњих дела                                           |           | Светозар Прибићевић  |        | ДС      |
| Министар правде                                                    |           | Коста Л. Тимотијевић |        |         |
| Министар припреме за Уставотворну скупштину и изједначавање закона | заступник | Коста Л. Тимотијевић |        |         |
| Министар просвете                                                  |           | Павле Д. Маринковић  |        |         |
| Министар финансија                                                 |           | Војислав С. Вељковић |        |         |
| Министар грађевина                                                 |           | Велислав Вуловић     |        |         |
| Министар трговине и индустрије                                     |           | Алберт Крамер        |        |         |
| Министар пошта и телеграфа                                         |           | Едо Лукинић          |        |         |
| Министар шума и руда                                               |           | Антон Кристан        |        |         |
| Министар социјалне политике                                        |           | Витомир Кораћ        |        |         |
| Министар народног здравља                                          | заступник | Витомир Кораћ        |        |         |
| Министар вера                                                      |           | Тугомир Алауповић    |        |         |
| Министар аграрне реформе                                           |           | Фрањо Пољак          |        |         |
| Министар пољске привреде и вода                                    | заступник | Фрањо Пољак          |        |         |
| Министар исхране и обнове земље                                    |           | Вилим Букшег         |        |         |
| Министар саобраћаја                                                |           | Милорад Драшковић    |        |         |